# Jesus, der zu den Fischern lief
Jesus, der zu den Fischern lief ist ein deutsches Kirchenlied. Die Melodie des ursprünglich niederländischen Liedes stammt von Frits Mehrtens (1922–1975). Den niederländischen Text hat Ad den Besten (1923–2015) verfasst. Das 1961 entstandene Lied übertrug Jürgen Henkys (1929–2015) im Jahr 1975 ins Deutsche. Es steht im Evangelischen Gesangbuch (EG 313) und im Gesangbuch der Evangelisch-methodistischen Kirche (EM 555) und ist im Gebiet der deutschsprachigen evangelischen Kirche eines der beiden Wochenlieder für den 5. Sonntag nach Trinitatis.

## Entstehung des Textes
Im niederländischen Original heißt das Lied Jezus die langs het water liep. Das Lied war von Ad den Besten zunächst als Lied für eine Bilderbibel gedacht, wurde dann aber in das niederländische Kirchenliederbuch Liedboek voor de Kerken (1973) aufgenommen und dafür auch umgearbeitet.
Der deutsche evangelische Theologe Jürgen Henkys übertrug den Liedtext ins Deutsche. Einer der Anlässe für die Übertragung war der Wunsch, das Verhältnis zwischen Henkys’ evangelischer Gemeinde in seinem Wohnort Petershagen und deren niederländischer Partnergemeinde zu fördern und zu pflegen.

## Inhalt und Gestalt des Textes
Das Lied ist ein Themenlied. Es umkreist die Themen Berufung und Nachfolge Jesu. Dafür nimmt es in der ersten Strophe auf die neutestamentliche Geschichte von der Berufung des Brüderpaares Simon und Andreas Bezug, in der Fassung wie sie das Matthäusevangelium erzählt (Mt 4,18–20 ). Die zweite Strophe erzählt von der Begegnung Jesu mit einem Zöllner. Ob dabei an die Geschichte um den Zöllner Zachäus (Lk 19,1–10 ) oder die Berufung des Zöllners Levi (Mk 2,13–17 ) bzw. Matthäus (Mt 9,9–13 ) gedacht ist, bleibt in der Schwebe. Die dritte Strophe nimmt nicht auf eine biblische Berufungsgeschichte Bezug, zitiert aber zwei Stellen aus dem Johannesevangelium (Joh 6,68  und Joh 14,6 ). In den beiden ersten Strophen ist die erste Hälfte erzählend gestaltet, während die zweite Strophenhälfte in den Modus der Verkündigung und Anrede wechselt.
In Henkys’ Text finden sich zahlreiche Alliterationen und Assonanzen.

## Melodie
Die Melodie von Frits Mehrtens im reinen d-Moll ist schlicht und folgt einem schreitenden Rhythmus. Melodische Überraschungen bietet allein die letzte Zeile durch ihre Länge und eine doppelte Synkope.